# Landsberg (facción)
Landsberg era el nombre de un grupo político centrista en la Asamblea Nacional de Fráncfort, que existió desde septiembre de 1848. Como ocurre con la mayoría de los grupos parlamentarios de la Asamblea Nacional, el nombre hace referencia al lugar de reunión habitual de los miembros de los grupos parlamentarios en Fráncfort del Meno.
La facción era una escisión del grupo nacional-liberal Casino y la facción liberal de izquierda Württemberger Hof.
El "Württemberger Hof" y su derivado "Augsburger Hof" albergaron a los liberales de izquierda, principalmente de los estados centrales y pequeños. En la facción de Landsberg se reunían liberales de derecha, especialmente del suroeste, de la burguesía renana y de los profesores del norte de Alemania. Incluyó a políticos como Johann Friedrich Christoph Bauer, Carl Otto Dammers, Wilhelm Jordan, Sylvester Jordan, Heinrich von Quintus-Icilius y Maximilian Heinrich Rüder.
Los miembros de la facción apoyaban un poder central fuerte con una posición fuerte del parlamento y, por lo tanto, querían restringir los derechos de los estados individuales más que otras facciones. Votaron por una monarquía constitucional.